# Маунд (Міннесота)
Маунд (англ. Mound) — місто (англ. city) в США, в окрузі Ганнепін штату Міннесота. Населення — 9398 осіб (2020).

## Географія
Маунд розташований за координатами 44°55′55″ пн. ш. 93°39′30″ зх. д. / 44.93194° пн. ш. 93.65833° зх. д. (44.931959, -93.658302).  За даними Бюро перепису населення США в 2010 році місто мало площу 12,82 км², з яких 7,39 км² — суходіл та 5,43 км² — водойми. В 2017 році площа становила 9,31 км², з яких 7,38 км² — суходіл та 1,93 км² — водойми.

## Демографія
Згідно з переписом 2010 року, у місті мешкали 9052 особи в 3974 домогосподарствах у складі 2444 родин. Густота населення становила 706 осіб/км².  Було 4379 помешкань (342/км²).
Расовий склад населення:
| - 95,8 % — білих - 1,3 % — азіатів - 0,9 % — чорних або афроамериканців - 0,3 % — корінних американців |

До двох чи більше рас належало 1,4 %. Частка іспаномовних становила 1,8 % від усіх жителів.
За віковим діапазоном населення розподілялося таким чином: 21,3 % — особи молодші 18 років, 67,2 % — особи у віці 18—64 років, 11,5 % — особи у віці 65 років та старші. Медіана віку мешканця становила 42,6 року. На 100 осіб жіночої статі у місті припадало 106,3 чоловіків;  на 100 жінок у віці від 18 років та старших — 107,7 чоловіків також старших 18 років.
Середній дохід на одне домашнє господарство  становив 95 037 доларів США (медіана — 73 750), а середній дохід на одну сім'ю — 114 923 долари (медіана — 91 250). Медіана доходів становила 51 676 доларів для чоловіків та 45 081 долар для жінок. За межею бідності перебувало 7,6 % осіб, у тому числі 7,9 % дітей у віці до 18 років та 6,7 % осіб у віці 65 років та старших.
Цивільне працевлаштоване населення становило 5647 осіб. Основні галузі зайнятості: освіта, охорона здоров'я та соціальна допомога — 15,7 %, виробництво — 15,2 %, роздрібна торгівля — 14,5 %.